# Copa Ibarguren
De Copa Ibarguren was een voetbaltoernooi dat gespeeld werd tussen 1913 en 1958.

## Finales
| Jaar | Kampioen                           | Finalist            | Uitslag    | Gaststadion              | Stad/District    |
| ---- | ---------------------------------- | ------------------- | ---------- | ------------------------ | ---------------- |
| 1913 | Racing                             | Newell's Old Boys   | 3-1        | Racing                   | Avellaneda       |
| 1914 | Racing                             | Rosario Central     | 1-0        | Estudiantes (BA)         | Buenos Aires     |
| 1915 | Rosaria Central                    | Racing              | 0-0 (n.v.) | Independiente            | Avellaneda       |
| 1915 | Rosaria Central                    | Racing              | 3-1        | Gimnasia y Esgrima (BA)  | Palermo          |
| 1916 | Racing                             | Rosario Central     | 6-0        | Racing                   | Avellaneda       |
| 1917 | Racing                             | Rosario Central     | 3-2        | Gimnasia y Esgrima (BA)  | Palermo          |
| 1918 | Racing                             | Newell's Old Boys   | 4-0        | Gimnasia y Esgrima (BA)  | Palermo          |
| 1919 | Boca Juniors                       | Rosario Central     | 1-0        | Gimnasia y Esgrima (BA)  | Palermo          |
| 1920 | Tiro Federal                       | Boca Juniors        | 1-2        | Sportivo Barracas        | Barracas         |
| 1920 | Tiro Federal                       | Boca Juniors        | 4-0        | Boca Juniors             | La Boca          |
| 1921 | Newell's Old Boys                  | Huracán             | 3-0        | Boca Juniors             | La Boca          |
| 1922 | Huracán                            | Newell's Old Boys   | 1-1        | Sportivo Barracas        | Barracas         |
| 1922 | Huracán                            | Newell's Old Boys   | 1-0        | Sportivo Barracas        | Barracas         |
| 1923 | Boca Juniors                       | Rosario Central     | 1-0        | Sportivo Barracas        | Barracas         |
| 1924 | Boca Juniors                       | Belgrano (R)        | 3-2 (n.v.) | Sportivo Barracas        | Barracas         |
| 1925 | Huracán                            | Tiro Federal        | 2-1        | Huracán                  | Parque Patricios |
| 1937 | River Plate                        | Rosario Central     | 5-0        | San Lorenzo              | Boedo            |
| 1938 | Independiente                      | Rosario Central     | 5-3        | San Lorenzo              | Boedo            |
| 1939 | Independiente                      | Central Córdoba     | 5-0        | San Lorenzo              | Boedo            |
| 1940 | Boca Juniors                       | Rosario Central     | 5-1        | Chacarita Juniors        | Chacarita        |
| 1941 | River Plate                        | Newell's Old Boys   | 3-0        | Ferro Carril Oeste       | Caballito        |
| 1942 | River Plate                        | Liga Cordobesa      | 7-0        | San Lorenzo              | Boedo            |
| 1944 | Boca Juniors                       | Federación Tucumana | 3-0        | Atlético Tucumán         | Tucumán          |
| 1950 | Liga Mendocina                     | Racing              | 3-2        | Gimnasia y Esgrima (Mza) | Mendoza          |
| 1952 | Liga Cultural (SdE) en River Plate | -                   | 1-1 (n.v.) | n/e                      | n/e              |
| 1958 | Liga Cordobesa                     | Racing              | 4-3        | Belgrano (Cba)           | Córdoba          |